# Grand Prix Gerrie Knetemann
Le Grand Prix Gerrie Knetemann (en néerlandais : Grote Prijs Gerrie Knetemann) est une course cycliste néerlandaise disputée sur la commune de Renkum (Gueldre), l'arrivée et le départ étant situés dans le village d'Oosterbeek. Il a été créé en 2006 et comprend deux courses, masculine et féminine.
L'épreuve masculine a intégré l'UCI Europe Tour dans la catégorie 1.1 en 2007.
L'épreuve féminine est classée 1.2.
Le nom du Grand Prix rend hommage à Gerrie Knetemann, coureur néerlandais champion du monde en 1974 et décédé en 2004.

## Palmarès masculin
| Année | Vainqueur      | Deuxième          | Troisième          |
| ----- | -------------- | ----------------- | ------------------ |
| 2006  | Roy Sentjens   | Steven Kruijswijk | Albert Timmer      |
| 2007  | Olivier Kaisen | Kenny van Hummel  | Frederik Veuchelen |

## Palmarès féminin
| Année | Vainqueur       | Deuxième         | Troisième          |
| ----- | --------------- | ---------------- | ------------------ |
| 2006  | Chantal Beltman | Suzanne de Goede | Marianne Vos       |
| 2007  | Mirjam Melchers | Loes Markerink   | Marlijn Binnendijk |